# Rauxel
Rauxel ist ein zentraler Stadtteil der zum Kreis Recklinghausen gehörenden Stadt Castrop-Rauxel.

## Geschichte
In den 1860er Jahren wurden mehrere voneinander unabhängige Schürfgesellschaften bei der Suche nach Steinkohlenvorräten im Gebiet um die Dörfer Rauxel und Ickern fündig. Somit begann 1871 mit der Zeche Victor in Rauxel, 1908 mit der Zeche Ickern im benachbarten Ickern der Steinkohlenbergbau, in dessen Folge und Umfeld sich auch weitere Industrien ansiedelten. 1917 wurden die beiden Zechen durch eine gemeinsame Geschäftsleitung verbunden und 1922 wurde der Förderverbund Victor-Ickern eingerichtet. 1923 übernahm Peter Klöckner diese Zechen und weitere Montanbetriebe in die Klöckner-Werke AG Rauxel-Berlin, die ihren Sitz für viele Jahre in Rauxel haben sollte. Im Rahmen der Ruhrbesetzung marschierten 1923 französische Truppen in Rauxel ein und besetzten für ein Jahr die dortigen Schachtanlagen.
Zum 1. April 1926 wurde Rauxel mit der Stadt Castrop und weiteren Gemeinden zur neuen Stadt Castrop-Rauxel, die zunächst noch zum Landkreis Dortmund gehörte, bis sie zum 1. April 1928 kreisfrei wurde, zusammengelegt.
Von der Kommunalreform in Nordrhein-Westfalen war Rauxel insofern betroffen, als die Stadt Castrop-Rauxel, der es angehört, mit dem Ruhrgebiet-Gesetz ihre Kreisfreiheit zum 1. Januar 1975 verlor und in den Kreis Recklinghausen eingegliedert wurde. Damit wechselte auch Rauxel vom Regierungsbezirk Arnsberg zum Regierungsbezirk Münster.
Die Wohnanlage Oberste Vöhde wurde 1992 errichtet.

## Persönlichkeiten
- Heinz Ballensiefen (1912–1979), Historiker und nationalsozialistischer Funktionär, eingesetzt zur Erforschung der „Judenfrage“